# 1947 en cyclisme
| Années du cyclisme : 1944 - 1945 - 1946 - 1947 - 1948 - 1949 - 1950    |
| Décennies du cyclisme : 1910 - 1920 - 1930 - 1940 - 1950 - 1960 - 1970 |

Les faits marquants de l'année 1947 en cyclisme

## Par mois

### Février
22 février : le Français Emile Idée gagne la Ronde d'Aix en Provence.

### Mars
- 9 mars : l'Italien Italo Dezan gagne Milan-Turin.
- 9 mars : l'Italien Luciano Maggini gagne le Grand Prix de Nice . l'épreuve ne sera pas disputée en 1948 et reprendra en 1949.
- 16 mars : le Belge Albert Sercu gagne " A Travers la Belgique".
- 16 mars : le Français Raymond Guegan gagne le Grand Prix de Cannes.
- 19 mars : l'Italien Gino Bartali s'impose dans Milan-San Remo pour la troisième fois.
- 22 mars : le Belge Albert Sercu gagne le Circuit Het Volk.
- 23 mars : le Français Francis Fricker gagne la Course de côte du Mont Agel.
- 30 mars : le Belge Maurice Desimpelaere gagne Gand-Wevelgem.
- 30 mars : le Français Emile Idée gagne le Critérium national de la route. C'est sa seconde victoire à laquelle il faut rajouter 2 succès obtenus dans les éditions de la zone occupée.

### Avril
- 6 avril : le Belge Georges Claes gagne Paris-Roubaix pour la deuxième fois d'affilée.
- 6 avril : l'Espagnol Miguel Gual gagne le Grand Prix de Pâques.
- 8 avril : le Français Robert Dorgebray gagne Paris-Camembert.
- 13 avril : le Belge Ernest Sterckx gagne Paris-Bruxelles.
- 13 avril : À partir de cette année le championnat d'Italie sur route va se courir en 5 manches le vainqueur étant celui qui aura accumulé le plus de points. La 1re manche est le Tour du Latium l'Italien Michele Motta l'emporte.
- 13 avril : le Français Francis Fricker gagne la Course de côte du Mont Faron en ligne pour la troisième année d'affilée.
- 20 avril : le Belge Richard Depoorter gagne Liege-Bastogne-Liege.
- 20 avril : l'Italien Quirino Toccacelli gagne Milan-Mantoue. L'épreuve ne reprendra qu'en 1954.
- 20 avril : le Français Jean Blanc gagne la Polymultipliée.
- 24 avril : le Belge Albert Sercu gagne la Nokere Koerse.
- 27 avril : le Belge Emiel Faignaert gagne le Tour des Flandres.
- 27 avril : 2e manche du championnat d'Italie sur route. L'Italien Vito Ortelli gagne le Tour du Piémont.
- 27 avril : l'Espagnol Miguel Lizarazu gagne la Subida a Arrate.

### Mai
- 1er mai : l'Italien Virgilio Salimbeni gagne le Trophée Matteotti.
- 1er mai : le Belge Maurice Mollin gagne le Grand Prix Hoboken.
- 4 mai : le Belge Albéric Schotte gagne Paris-Tours pour la deuxième fois d'affilée.
- 4 mai : le Français Charles Guyot junior gagne le Championnat de Zurich.
- 4 mai : l'Italien Bruno Pasquini gagne le Tour de Toscane.
- 4 mai : l'Espagnol Miguel Gual gagne le Trophée Masferrer pour la deuxième année d'affilée. L'épreuve ne sera pas disputée en 1948 et reprendra en 1949.
- 4 mai : le Belge Achiel Buysse gagne le Circuit des Régions Flamandes.
- 11 mai : 3e manche du championnat d'Italie sur route. l'Italien Fausto Coppi gagne le Tour de Romagne pour la deuxième année d'affilée en battant au sprint son compatriote Gino Bartali.
- 17 mai : le Belge Maurice Van Herzele gagne le Tour de Belgique.
- 18 mai : le Belge Désiré Keteleer gagne la première édition du Tour de Romandie.
- 18 mai : l'Italien Marcello Riggi gagne le Tour d'Ombrie.
- 19 mai : Professionnel depuis peu, le champion de France amateur sortant Louison Bobet (en fait son prénom est Louis comme son père mais pour les différencier tout le monde l'appelle Louison) écrase tous ses adversaires et obtient sa première victoire professionnelle en gagnant les Boucles de la Seine. Il s'est échappé dans la côte de Meulan à 70 KM de l'arrivée en accentuant son avance au fil des kilomètres pour arriver vainqueur au vélodrome de Buffalo avec 6 minutes et 19 secondes sur son second. La France est sous le charme de ce coureur à panache. Il va porter les couleurs du cyclisme Français dans toutes les grandes courses internationales. Il va les porter très haut.
- 26 mai : le Belge Roger de Corte gagne le Circuit de Flandre Orientale.
- 27 mai : l'Italien Fausto Coppi gagne au sprint devant ses compatriotes Gino Bartali et Aldo Ronconi la 4e étape du Tour d'Italie Reggio d'Emilie-Prato. Les trois hommes ont profité de l'ascension du col de l' Abétone pour s'échapper. Au classement général Gino Bartali prend le maillot rose, Fausto Coppi le suit à 4 minutes et 41 secondes.
- 31 mai : le Belge Michel Remue gagne le Circuit des Ardennes Flamandes.

### Juin
- 1er juin : le Belge Joseph Somers gagne Bordeaux-Paris.
- 1er juin : le Belge Karel Leysen gagne le Tour du Limbourg.
- 1er juin : le Belge Désiré Keteleer gagne le Circuit des 11 villes.
- 2 juin : le Belge Michel Van Elsue gagne le Circuit Mandel-Lys-Escaut.
- 3 juin : la 9e étape du Tour d'Italie Rome-Naples est remportée au sprint par L'Italien Fausto Coppi. C' est la première fois que ce dernier gagne un sprint de peloton.
- 5 juin : le Belge Ward Van Dijck gagne le Tour d'Espagne.
- 5 juin : le Belge Ernest Sterckx gagne la Flèche wallonne.
- 7 juin : le Luxembourgeois Mathias Clemens gagne le Tour de Luxembourg pour la cinquième fois.
- 8 juin : le Belge André Pieters gagne Kuurne-Bruxelles-Kuurne.
- 8 juin : le Suisse Pietro Tarchini gagne le Tour des 4 Cantons.
- 11 juin : le Belge Ernest Sterckx gagne Bruxelles-Ingooigem. L'épreuve ne reprendra qu'en 1951.
- 12 juin : l'Italien Fausto Coppi gagne la 16e étape du Tour d'Italie Pieve di Cadore-Trente qui emprunte les cols de Falzarego et du Pordoï. Il profite des deux cols pour accomplir une échappée solitaire qui lui fait rejoindre l'arrivée avec 4 minutes et 25 secondes sur ses compatriotes Fiorenzo Magni, Alfredo Martini et le Belge Sylvère Maes. Gino Bartali est septième de l'étape dans le même temps que Magni. Au classement général en ajoutant les bonifications prises aux sommets des cols, Fausto Coppi prend le maillot rose avec 1 minute et 43 secondes d'avance sur Gino Bartali, 5 minutes et 54 secondes sur Giulio Bresci, 14 minutes et 58 secondes sur Ezio Cecchi et 15 minutes et 6 secondes sur Sylvère Maes.
- 15 juin : l'Italien Fausto Coppi gagne le Tour d'Italie pour la deuxième fois.
- 16 juin : le Polonais Edouard Klabinski gagne la première édition du Critérium du Dauphiné libéré.
- 17 juin : le Suisse Hans Knecht gagne le Tour du Nord-Ouest de la Suisse.
- 19 juin : le Français Jean Baldassari gagne le Manx Trophy.
- 21 juin : l'Espagnol Bernardo Capo gagne le Tour de Majorque pour la deuxième année d'affilée.
- 22 juin : le Français Albert Bourlon gagne Paris-Bourges.
- 22 juin : l'Espagnol Julian Berrendero gagne la Vuelta a los puertos. L'épreuve ne sera pas disputée en 1948 et reprendra en 1949.
- 22 juin : le Néerlandais Jefke Janssen devient champion des Pays-Bas sur route.
- 22 juin : le Luxembourgeois Jean Goldschmit devient champion du Luxembourg sur route.
- 22 juin : le Suisse Hans Knecht conserve son titre de champion de Suisse sur route.
- 22 juin : le Belge Emile Masson junior conserve le titre de champion de Belgique sur route.
- 22 juin : l'Espagnol Bernardo Capo devient champion d'Espagne sur route.
- 25 juin : départ du Tour de France. Son organisation a été rendu possible par le président du conseil, Paul Ramadier, qui va obtenir tous les bons d'essence nécessaires aux suiveurs. Henri Desgranges est mort le 16 août 1940, continuant de paraître durant l'occupation, son Journal " L'Auto " a été interdit pour faits de collaboration. Le Français Jacques Goddet, avec les mêmes journalistes, fonde le journal "L'Equipe". Pour avoir une caution morale auprès des autorités, " L'Equipe " s'allie avec le journal " Le Parisien Libéré ". Ces deux journaux vont organiser ensemble le Tour de France avec Jacques Goddet de " L'Equipe " comme directeur et Félix Lévitan du " Parisien Libéré " comme sous directeur. En 1962 les deux hommes seront co-directeurs. Leurs fonctions cesseront en février 1987 pour Lévitan et à la fin du Tour 1987 pour Goddet. Attendu depuis 1939 le Tour de France va être l'objet d'une grande ferveur populaire, c'est le Tour de la libération et les Français reprennent goût pour les piques-niques sur le bord des routes. Aucune région frontalière n'est oubliée dans le parcours 1947 et le Tour fait sa première étape en Belgique et sa première étape au Luxembourg. De nombreuses bonifications sont accordées : 1 minute de bonification pour tous les vainqueurs d'étapes et 30 secondes de bonification pour leurs seconds, 1 minute de bonification aux 1er au sommet de tous les cols de 1ere catégorie et 30 secondes aux seconds, 30 secondes de bonification aux 1er au sommet de tous les cols de 2eme catégorie et 15 secondes aux seconds. Le cœur des Français bat pour René Vietto, dont à 34 ans c'est la dernière chance de gagner le Tour. Le Suisse Ferdi Kubler gagne la 1ere étape Paris-Lille, 2eme le Français André Mahé même temps, 3eme le Français Kléber Piot à 1 minute 24 secondes. Kubler prend le maillot jaune à sa toute première apparition dans le Tour.
- 26 juin : le Français René Vietto gagne en solitaire la 2eme étape du Tour de France Lille-Bruxelles, 2eme le Belge Raymond Impanis à 1 minute 41 secondes, 3eme le Belge Prosper Depredomme, le peloton est morcelé, le Français André Mahé est 8eme à 8 minutes 59 secondes, le Suisse Ferdi Kubler est 37eme à 14 minutes 16 secondes, le Français Kléber Piot est 40eme à 16 minutes 28 secondes. Vietto a attaqué où personne ne l'attendait et au sommet du Mont Saint Jean (lieu de la bataille de Waterloo) il ne peut plus être rejoint par les Belges qui veulent pourtant s'imposer chez eux pour la première étape de l'Histoire arrivant en Belgique. Au bas de la descente Vietto est vainqueur au bout de 130 KM d'échappée solitaire et au classement général, il prend le maillot jaune, 2eme Impanis à 3 minutes 28 secondes, 3eme Mahé à 6 minutes 31 secondes.
- 27 juin : l'Italien Aldo Ronconi gagne en solitaire la 3eme étape du Tour de France Bruxelles-Luxembourg, 2eme le Français Pierre Cogan à 5 minutes 34 secondes, 3eme l'Italien Fermo Camellini, 4eme le l'Italien Pierre Brambilla, tous même temps, 5eme le Français René Vietto à 6 minutes 31 secondes, 12eme le Belge Raymond Impanis à 18 minutes 7 secondes, le Français André Mahé abandonne. Il faut signaler que l'étape c'est disputée sous la canicule. Ce dont a pris prétexte le Français Edouard Fachleitner, ("Fach" pour ses supporteurs), pour faire un repas sur l'Herbe, il termine 21eme à 26 minutes 39 secondes, il est très critiqué dans le journal " L'Equipe". Au classement général : 1er Vietto, 2eme Ronconi à 1 minute 22 secondes, 3eme Brambilla à 8 minutes 1 seconde.
- 28 juin : le Français Jean Robic gagne en solitaire la 4eme étape du Tour de France Luxembourg-Strasbourg qui emprunte le col de Saverne, 2eme le Suisse Ferdi Kubler à 1 minute 1 seconde, 3eme le Français Maurice Diot à 2 minutes 53 secondes, 2 hommes sont intercalés et le Belge Albert Sercu 6eme à 3 minutes 15 secondes remporte le sprint où se trouvent, les Italiens Pierre Brambilla 12eme et Aldo Ronconi 15eme, ainsi que le Français René Vietto 23eme. Pas de changement en tête du classement général. A noter que le Français Raphaël Geminiani dont c'est le premier Tour de France abandonne et doit être hospitalisé.
- 29 juin : le Suisse Ferdi Kubler gagne, au sprint devant ses 3 compagnons d'échappée, la 5eme étape du Tour de France Strasbourg-Besançon, 2eme l'Italien Vincenzo Rossello, 3eme le Français Robert Bonnaventure, 4eme le Belge Florent Mathieu, tous même temps, d'autres hommes sont intercalés et le Français Lucien Teissère 12eme à 2 minutes 3 secondes remporte le sprint du groupe où se trouvent tous les favoris. Pas de changement en tête du classement général. Il y a repos le 30 juin.

### Juillet
- 1er juillet : le Français Lucien Teissere gagne, au sprint devant ses deux compagnons d'échappée, la 6eme étape du Tour de France Besançon-Lyon, 2eme le Français Edouard Fachleitner, 3eme le Français André Bourlon tous même temps, d'autres hommes sont intercalés et le Belge Albert Sercu 17eme à 17 minutes 43 secondes remporte le sprint du groupe où se trouvent tous les favoris. Pas de changement en tête du classement général. A noter l'abandon de l'Algérien (alors Français) Ahmed Chibane, pionnier du cyclisme algérien de l'après guerre. Chibane fait partie des cinq coureurs qui animent le cyclisme en Algérie (comme le Grand Prix de la ville de Bône) avec Ahmed Kebaïli, Amar Lakhdar, Abdel-Kader Zaaf et Antoine di Benedetto. La carrière de ce dernier sera stoppée par un accident où il perdra un bras. C'est grâce à lui et pour lui permettre de goûter encore au plaisir des sorties à vélo, qu'a été créée la manette de frein unique qui actionne les deux freins en même temps. Zaaf sera le plus médiatique des cinq grâce au Tour de France.
- 2 juillet : le Français Jean Robic gagne, en solitaire en partant dans le Cucheron, la 7eme étape du Tour de France Lyon-Grenoble qui emprunte les cols de l'Epine, du Granier, du Cucheron et de Porte, 2eme l'Italien Pierre Brambilla à 4 minutes 36 secondes, 3eme le Français Edouard Fachleitner même temps, 4eme l'Italien Aldo Ronconi à 5 minutes 48 secondes, 5eme le Belge Raymond Impanis à 7 minutes 43 secondes, 6eme l'Italien Giordano Cottur à 8 minutes 5 secondes, 7eme le Français René Vietto à 8 minutes 24 secondes, 12eme le jeune Français Louison Bobet à 9 minutes 57 secondes qui a aider Vietto son leader en montagne. A noter l'Abandon du Suisse Ferdi Kubler. Ronconi  prend le maillot jaune, 2eme Vietto à 1 minute 29 secondes, 3eme Brambilla à 4 minutes 12 secondes, 4eme Robic à 7 minutes 14 secondes, 7eme Fachleitner à 18 minutes 29 secondes.
- 3 juillet : l'Italien Fermo Camellini gagne en solitaire la 8eme étape du Tour de France Grenoble-Briançon qui emprunte les cols de la Croix de Fer, du Télégraphe et du Galibier, 2eme l'Italien Pierre Brambilla, 3eme le Français Apo Lazarides, 4eme l'Italien Giordano Cottur à 10 minutes 35 secondes, 5eme l'Italien Aldo Ronconi, 6eme, 7eme et 8eme les Français Jean Marie Goasmat, René Vietto et Edouard Fachleitner, tous même temps. Le Français Jean Robic est 12eme à 16 minutes 26 secondes. Au classement général : 1er Ronconi, 2eme Brambilla à 1 minute 17 secondes, 3eme René Vietto à 1 minute 29 secondes, 4eme Camellini à 3 minutes 10 secondes, 5eme Robic à 13 minutes 5 secondes, 6eme Fachleitner à 18 minutes 9 secondes. Il y a repos le 4 juillet.
- 5 juillet : le Français René Vietto gagne la 9eme étape du Tour de France Briançon-Digne qui emprunte les cols de l'Izoard, de Vars et d'Allos, 2eme son compatriote Apo Lazarides même temps, 3eme l'Italien Pierre Brambilla à 4 minutes 20 secondes, 4eme le Français Jean Robic à 6 minutes 34 secondes, 5eme le Français Lucien Teissère, 6eme le Français Edouard Fachleitner, 7eme l'Italien Fermo Camellini, tous même temps, 8eme le Belge Raymond Impanis à 7 minutes 43 secondes, 9eme l'Italien Aldo Ronconi même temps . Vietto se devait de frapper un grand coup en montagne pour montrer que le "Roi René" n'avait pas perdu de sa superbe en montagne, il s'échappe avec son équipier Apo Lazarides dans la descente de l'Izoard et creuse les écarts dans Allos. Au classement général Vietto reprend le maillot jaune, 2eme Brambilla à 5 minutes 4 secondes, 3eme Ronconi à 8 minutes 14 secondes, 4eme Camellini à 10 minutes 15 secondes, 5eme Robic à 18 minutes 10 secondes, 6eme Fachleitner à 25 minutes 34 secondes, 7eme le Belge Raymond Impanis à 45 minutes 28 secondes, le jeune Français Louison Bobet abandonne. Impanis n'étant pas vraiment dangereux en montagne et accusant un retard important, les six principaux protagonistes de ce Tour, qui sont aux six premières places, vont se disputer la victoire finale.
- 6 juillet : l'Italien Fermo Camellini gagne en solitaire la 10eme étape du Tour de France Digne-Nice qui emprunte les cols de Legues, de Valférieres puis après Nice les cols de Braus, de Castillon et de la Turbie (la fameuse boucle de Sospel), 2eme l'Italien Aldo Ronconi à 2 minutes, 3eme le Français Apo Lazarides à 2 minutes 1 seconde, 4eme le Français Norbert Callens à 2 minutes 14 secondes, l'Italien Pierre Brambilla est 8eme, dans un groupe de 4 hommes, à 4 minutes 19 secondes, 9eme le Français René Vietto à 6 minutes 19 secondes, 10eme le Français Edouard Fachleitner même temps, 17eme le Français Jean Robic à 13 minutes 14 secondes. Au classement général, 1er Vietto, 2eme Camellini à 2 minutes 11 secondes, 3eme Brambilla à 3 minutes 4 secondes, 4eme Ronconi à 3 minutes 25 secondes, 5eme Robic à 25 minutes 5 secondes, 6eme Fachleitner à 25 minutes 34 secondes. A noter que la boucle de Sospel évoluera pour emprunter le col du Turini et pour finalement ne plus être un passage obligé du Tour.  Il y a repos le 7 juillet.
- 6 juillet : le Français Fernand Patte gagne le Grand Prix de Fourmies.
- 7 juillet : le Belge Valère Ollivier gagne la première édition du Tour des 3 Provinces Belge à ne pas confondre avec le Tour des 3 provinces espagnol.
- 8 juillet : le Français Edouard Fachleitner gagne en solitaire la 11eme étape du Tour de France Nice-Marseille qui emprunte les cols de Gratteloup, de l'Ange et de la Gineste pour terminer au stade vélodrome, 2eme le Français Raoul Remy à 8 minutes 35 secondes, 3eme le Français Marius Bonnet à 15 minutes 17 secondes (deux de la canebière) . Le peloton est morcelé le Français Jean Robic termine 9eme à 16 minutes 42 secondes, le Français René Vietto 15eme, l'Italien Fermo Camellini 21eme et l'Italien Pierre Brambilla 24eme finissent ensemble à 18 minutes 26 secondes. Au classement général Fach se replace, sans sa halte repas de la 3eme étape il serait maillot jaune. Vietto reste maillot jaune, 2eme Camellini à 2 minutes 11 secondes, 3eme Brambilla à 3 minutes 4 secondes, 5eme Fachleitner à 6 minutes 16 secondes, 6eme Robic à 23 minutes 21 secondes.
- 9 juillet : le Français Henri Massal gagne au sprint la 12eme étape du Tour de France Marseille-Montpellier, 2eme le Luxembourgeois Jean Diederich, 3eme le Français Edouard Müller, suivent d'autre hammes intercalés et le Français Roger Levêque 12eme à 8 minutes 50 secondes remporte le sprint du peloton. Pas de changement en tête du classement général.
- 9 juillet : le Néerlandais Théo Middelkamp gagne le Circuit des Monts du Sud-Ouest.
- 10 juillet : le Français Lucien Teissere gagne, au sprint devant ses 3 compagnons d'échappée,la 13eme étape  du Tour de France Montpellier-Carcassonne, 2eme le Français Norbert Callens, 3eme le Belge Raymond Impanis, 4eme le Belge Albéric Schotte, suivent d'autres coureurs intercalés et le Français Bernard Gauthier 11eme à 12 minutes 43 secondes remporte le sprint du peloton. Pas de changement en tête du classement général.
- 11 juillet :Lors de la 14e étape du Tour de France entre Carcassonne et Luchon, longue de 253 kilomètres, le Français Albert Bourlon remporte l'étape, en solitaire, après s'être échappé dès le départ, avec 16 minutes d'avance sur le second le Belge Norbert Callens, 16 minutes 31 secondes sur l'Italien Giordano Cottur 3eme puis 22 minutes 32 secondes sur le Français René Vietto 19eme, alors porteur du maillot jaune. C'est le Français Jean Robic, futur vainqueur de l'édition, qui 6eme, également à 22 minutes 32 secondes, remporte le sprint du peloton. Avec 253 kilomètres, Albert Bourlon signe la plus longue échappée en solitaire de l'histoire du Tour de France. L'étape empruntait les cols du Portel de Port, de Portet d'Aspet et des Ares. Pas de changement en tête du classement général. Il y a repos le 12 juillet.
- 13 juillet : le Français Jean Robic gagne en solitaire la 15eme étape du Tour de France Luchon-Pau qui emprunte les cols de Peyresourde, d'Aspin, du Tourmalet et de l'Aubisque, 2eme le Français René Vietto à 10 minutes 43 secondes, 3eme l'Italien Aldo Ronconi, 4eme le Français Edouard Fachleitner, 5eme l'Italien Pierre Brambilla, 6eme le Luxembourgeois Jean Goldschmit , tous  même temps, l'Italien Fermo Camellini 11eme à 22 minutes 48 secondes est le grand perdant du jour. Comme il l'avait annoncé à l'avance, Robic est parti à l'attaque dès le col de Peyresourde, où il décramponne Brambilla qui l'accompagnait. Vietto a passé une mauvaise journée. Au sommet du Tourmalet Robic devançait Brambilla de plus de 4 minutes et Vietto de plus de 12 minutes. Ce dernier se ressaisit ensuite dans l'Aubisque où il rattrappe Brambilla. Tous les favoris sauf Camellini se regroupent pour finir ensemble à Pau. Robic auteur d'une échappée de 190 KM est passé en tête de tous les cols et fait le grand chelem en glanant toutes les bonifications possibles de l'étape (5 minutes). Au classement général, Vietto garde le maillot jaune, 2eme Brambilla à 1 minute 34 secondes, 3eme Ronconi à 3 minutes 55 secondes, 4eme Fachleitner à 6 minutes 46 secondes, 5eme Robic à 8 minutes 8 secondes, 6eme Camellini à 14 minutes 46 secondes.
- 14 juillet : l'Italien Giuseppe Tacca (qui prendra la nationalité française en 1948 sous le nom de Pierre Tacca) gagne, devant ses 8 compagnons d'échappée, la 16eme étape du Tour de France Pau-Bordeaux après le déclassement du Suisse Pietro Tarchini pour sprint irrégulier, 2eme le Belge Maurice Mollin, 3eme le Français Alexandre Pawlisiak, tous même temps, d'autres hommes sont intercalés et le Français Jean Robic 17eme à 3 minutes 27 secondes remporte le sprint du peloton. Pas de changement en tête du classement général.
- 15 juillet : le Français Eloi Tassin gagne en solitaire la 17eme étape du Tour de France Bordeaux-Les Sables d'Olonne, 2eme le Belge Albéric Schotte à 1 minute 10 secondes, 3eme le Suisse Pietro Tarchini même temps, suivent d'autres coureurs intercalés et le Français Kléber Piot 14eme à 4 minutes 45 secondes remporte le sprint du peloton. Pas de changement en tête du classement général.
- 16 juillet : le Suisse Pietro Tarchini gagne, au sprint devant ses 12 compagnons d'échappée, la 18eme étape du Tour de France Les Sables d'Olonne-Vannes, 2eme le Français Paul Giguet, 3eme le Suisse Gottfried Weilemann, après d'autres coureurs intercalés, le Français Jean Robic 22eme à 8 minutes 19 secondes remporte le sprint du peloton. A noter que Tarchini est le dernier du Tour de France 1947. Pas de changement en tête du classement général. Il y a repos le 17 juillet.
- 18 juillet : le contre la montre de la 19eme étape du Tour de France Vannes-Saint Brieuc qui emprunte la côte de Mur de Bretagne est remporté par le Belge Raymond Impanis, 2eme le Français Jean Robic à 4 minutes 54 secondes, 3eme l'Italien Aldo Ronconi à 6 minutes 32 secondes, 4eme l'Italien Giordano Cottur à 7 minutes 11 secondes, 5eme l'Italien Pierre Brambilla à 8 minutes, 6eme l'Italien Fermo Camellini à 8 minutes 19 secondes, 7eme l'Italien Primo Volpi à 8 minutes 40 secondes, 8eme le Français Edouard Fachleitner à 9 minutes 44 secondes. Le grand perdant du jour est le Français René Vietto 15eme à 14 minutes 40 secondes. Déçu il parle de quitter le Tour, lorsqu'on lui demande s'il abandonne il répond : " un Vietto n'abandonne pas, il se retire". Mais finalement le "Roi René" terminera le Tour. Au classement général Brambilla prend le maillot jaune, 2eme Ronconi à 53 secondes, 3eme Robic à 2 minutes 58 secondes, 4eme Vietto à 5 minutes 6 secondes, 5eme Fachleitner à 6 minutes 56 secondes, 6eme Camellini à 14 minutes 1 seconde. Brambilla est sur de la loyauté de Ronconi son équipier mais il n'est pas encore à l'abri d'un coup d'éclat des 3 Français qui le suivent au général.
- 19 juillet : le Français Maurice Diot gagne, au sprint devant ses 8 compagnons d'échappée, la 20eme étape du Tour de France Saint Brieuc-Caen, 2eme le Belge Maurice Mollin, 3eme le Français Edouard Müller, d'autres hommes intercalés suivent et le Français Jean Breuer 19eme à 15 minutes 22 secondes remporte le sprint du peloton. Pas de changement en tête du classement général.
- 20 juillet :  rescapé d'une échappée matinale, le Belge Albéric Schotte, gagne en solitaire la 21eme étape du Tour de France Caen-Paris, 2eme le Français Bernard Gauthier à 1 minute 17 secondes, 3eme le Luxembourgeois Jean Diederich à 3 minutes 41 secondes. Deux hommes sont intercalés et arrivent ensuite, à 7 minutes 36 secondes, les Français Lucien Teissere 6eme, Jean Robic 7eme et Edouard Fachleitner 8eme. Le Français Jean Marie Goasmat 24eme à 20 minutes 41 secondes règle au sprint un groupe où se trouvent les Italiens Fermo Camellini 26eme, Aldo Ronconi 28eme et Pierre Brambilla 34eme ainsi que le Français René Vietto 29eme, tous même temps. À la sortie de Rouen dans la côte de "Bon Secours" Robic a attaqué et Brambilla a répondu une fois, puis deux fois. Alors, c'est au tour de Fachleitner de contrer. Brambilla revient à 10 mètres de " Fach", mais pousse un cri d'impuissance et cède. Voyant cela Robic tente et parvient à rejoindre Fachleitner. Ils vont unir leurs efforts pour distancer Brambilla. Ils rejoindront en Route d'autres coureurs, seul Teissère restera dans leur sillage.  À l'arrivée fou de douleur Brambilla enterre son vélo. Jean Robic gagne le Tour de France durant la dernière étape sans jamais avoir porté le maillot jaune, 2eme Edouard Fachleitner à 3 minutes 58 secondes, 3eme Pierre Brambilla à 10 minutes 7 secondes. Brambilla remporte cependant le Grand Prix de la montagne.  A noter que Robic a glané 9 minutes de bonification et Fachleitner 2 minutes, sans bonification Fachleitner gagne le Tour. Il est également à noter que le Français Alexandre Pawlisiak qui a été repris en route par les échappés de "bon secours", a entendu les tractations au sujet de 100 000 francs (somme qui représente 4 contrats de critériums d'après Tour) demandés par Fachleitner pour aider Robic à distancer Brambilla et il a réclamé sa part de cette prime. Mais il a été lâché plus loin et n'a rien reçu. Par dépit c'est lui qui a dénoncé l'arrangement entre Robic et Fachleitner. Ce dernier a certes reçu 100 000 francs, mais il aurait gagné beaucoup plus s'il avait tenté sa chance, distancé Robic et gagné le Tour. La morale est sauve dans la mesure où, le coureur qui voulait le plus la victoire a triomphé. Robic avait déclaré tout le long de la course qu'il gagnerait. Il avait promis à sa femme Raymonde, nouvellement épousée, le maillot jaune à Paris. Il a tenu promesse.
- 27 juillet : l'Espagnol Bernardo Ruiz gagne le Tour de Burgos. Ensuite l'épreuve entre en sommeil jusqu'en 1981.
- 27 juillet : le Belge René Mertens gagne le Grand Prix de l'Escaut.
- 29 juillet : l'Espagnol Juan Cruz Ganzarain gagne le Grand Prix de Villafranca pour la deuxième année d'affilée.
- 29 juillet : le Britannique Alex Taylor devient champion de Grande-Bretagne sur route NCU.
- 29 juillet : le Britannique Dennis Jaggard devient champion de Grande-Bretagne BLRC.

### Août
2 août : à Reims (France) l'Italien Alfio Ferrari devient champion du monde amateur sur route.
26 juillet-3 août : championnats du monde de cyclisme sur piste à Paris (France). Le Belge Jef Scherens est champion du monde de vitesse professionnelle pour la septième fois et 15 ans après son premier titre. Le Britannique Réginald Harris est champion du monde de vitesse amateur. L'Italien Fausto Coppi est champion du monde de poursuite professionnelle. L'Italien Arnaldo Benfenati est champion du monde de poursuite amateur.
3 août : à Reims (France) le Néerlandais Thèo Middelkamp devient champion du monde sur route, le Belge Albert Sercu médaille d'argent et le Belge Jefke Jansen médaille de bronze.
6 août : le Suisse Pietro Tarchini gagne le Grand Prix de Genève. 
10 août : le Français Raoul Rémy gagne le Tour de l'Indre. L'épreuve reprendra en 1950.
18 août : l'Italien Alfredo Martini gagne le Tour des Apennins.
19 août : le Belge Michel Remue gagne le Grand Prix de Zottegem
23 août : l'Italien Gino Bartali gagne le Tour de Suisse pour la deuxième année d'affilée.
24 août : l'Italien Oreste Conte gagne Milan-Modène.
25 août : l'Espagnol Emilio Rodriguez gagne le Tour des Asturies. L'épreuve ne reprendra qu'en 1950.
25 août : l'Allemand Erich Bautz gagne le Tour de R F A.
31 août : 4e manche du championnat d'Italie sur route. l'Italien Fausto Coppi gagne le Tour de Vénétie en s'échappant à 170 km de l'arrivée, il arrive à Padoue environ 8 minutes avant son compatriote Fiorenzo Magni  .

### Septembre
- 2 septembre : le Belge August Van Mirlo gagne la Coupe Sels.
- 2 septembre : le Français Guy Butteux gagne le Circuit des boucles de l'Aulne.
- 7 septembre : le Belge Louis Brusselmans gagne le Grand Prix de Brasschaat.
- 7 septembre : le Français Eugène Dupuis gagne le Grand Prix d'Isbergues.
- 9 septembre : l'italien Sergio Maggini gagne le Grand Prix de Prato.
- 9 septembre : le Belge Albert Paepe gagne le Championnat des Flandres.
- 14 septembre : l'Espagnol Emilio Rodriguez gagne le Tour de Catalogne.
- 14 septembre : 5e manche du championnat d'Italie sur route. l'Italien Mario Ricci gagne le Trophée Bernocchi. L'Italien Fausto Coppi devient champion d'Italie sur route pour la deuxième fois à l'issue de cette cinquième manche du championnat d'Italie sur route
- 15 septembre : le Français Emile Idée devient champion de France sur route.
- 21 septembre : l'Italien Fausto Coppi gagne le Grand Prix des Nations pour la deuxième fois d'affilée.
- 21 septembre : l'Espagnol Jésus Lorono gagne la Subida a Naranco . L'épreuve ne reprendra qu'en 1960.
- 28 septembre : l'Italien Fausto Coppi gagne " A travers Lausanne".

### Octobre
- 2 octobre : le Belge Adolf Verschueren gagne le Circuit du Houtland.
- 3 octobre : l'Italien Sergio Maggini gagne le Trophée Baracchi.
- 4 octobre : l'Italien Fausto Coppi gagne le Tour d'émilie pour la deuxième fois, à 170 KM de l'arrivée il s'échappe seul dans le col de l'Abétone. Il possède 4 minutes et 10 secondes d'avance au sommet, puis 7 minutes et 10 secondes d'avance au col Barigazzo et gagne avec environ 10 minutes d'avance devant son compatriote Gino Bartali.
- 10 octobre : l'Espagnol Joaquim Olmos gagne le Tour du Levant.
- 12 octobre : l'Italien Fiorenzo Magni gagne les Trois vallées varésines.
- 14 octobre : le Belge Albert Ramon gagne le Grand Prix de Clôture.
- 19 octobre : l'Italien franco Fanti gagne la Coppa Agostoni.
- 19 octobre : l'Allemand Georg Voggenreiter devient champion de RFA sur route.
- 26 octobre : l'Italien Fausto Coppi gagne le Tour de Lombardie pour la deuxième fois d'affilée, il se débarrasse de son compagnon d'échappée et compatriote Fiorenzo Magni dans le col de Ghisallo et gagne avec 5 minutes et 24 secondes d'avance sur son compatriote Gino Bartali.

### Novembre
16 novembre : le Français Lucien Lazarides gagne la Course de côte de la Turbie.

## Rendez-vous programmés

### Grands Tours
- Tour d'Italie 1947 :  Fausto Coppi.
- Tour de France 1947 :  Jean Robic.
- Tour d'Espagne 1947 :  Edward Van Dyck.

### Classiques
- Circuit Het Nieuwsblad :  Albert Sercu.
- Milan-San Remo 1947 : Gino Bartali.
- Tour des Flandres :  Emiel Faignaert.
- Gand-Wevelgem :  Maurice Desimpelaere.
- Paris-Roubaix 1947 :  Georges Claes.
- Flèche wallonne 1947 :  Ernest Sterckx.
- Liège-Bastogne-Liège 1947 :  Richard Depoorter.
- Bordeaux-Paris :  Joseph Somers.
- Championnat de Zurich  :  Charles Guyot.
- Paris-Bruxelles :  Ernest Sterckx.
- Paris-Tours 1947 :  Albéric Schotte.
- Tour de Lombardie 1947 :  Fausto Coppi.

## Championnat du monde
- Championnat du monde sur route masculin :  Theo Middelkamp.
- Championnats du monde de cyclisme sur piste

## Principaux champions nationaux sur route
- Allemagne : Georg Voggenreiter.
- Belgique : Émile Masson junior.
- Espagne : Bernardo Capó.
- France : Émile Idée.
- Grande-Bretagne : Alex Taylor.
- Italie : Fausto Coppi.
- Luxembourg : Jean Goldschmit.
- Pays-Bas : Jefke Janssen.
- Suisse : Hans Knecht.

## Principales naissances
- 6 mai : Francisco Galdós, cycliste espagnol.
- 24 août : Roger De Vlaeminck, cycliste belge.